# Chun-Li
«Chun-Li» — песня американской рэперши Ники Минаж, записанная для её четвёртого студийного альбома Queen. Была выпущена в качестве лид-сингла с альбома 12 апреля 2018 года совместно с песней «Barbie Tingz» на лейблах Young Money Entertainment и Cash Money Records. Сингл смог достичь 10 позиции чарта Billboard Hot 100, а также войти в топ-20 Канады и топ-30 Франции и Великобритании.
Оригинальный видеоклип, вышедший 4 мая на YouTube, снятый Стивеном Кляйном, получил премию MTV Video Music Award за лучшее хип-хоп-видео.

## Чарты
| Чарт (2018)                           | Пиковая позиция |
| ------------------------------------- | --------------- |
| ARIA                                  | 54              |
| Канада (Billboard Canadian Hot 100)   | 18              |
| Франция (SNEP)                        | 30              |
| Irish Singles Chart                   | 65              |
| New Zealand Heatseekers (RMNZ)        | 2               |
| Португалия (AFP)                      | 100             |
| Шотландия (OCC Scotland)              | 23              |
| Sweden Heatseeker (Sverigetopplistan) | 9               |
| Швейцария (Schweizer Hitparade)       | 99              |
| Великобритания (OCC UK Singles)       | 26              |
| США (Billboard Hot 100)               | 10              |
| США (Billboard Hot R&B/Hip-Hop Songs) | 6               |
| США (Billboard Rhythmic)              | 7               |

## Сертификации
| Регион | Сертификация          | Продажи    |         |
| --- | --------------------- | ---------- | ------- |
| | Канада (Music Canada) | Золотой    | 40 000  |
| | США (RIAA)            | Платиновый | 1000000 |
| * Данные о продажах приведены только на основе сертификации. · ^ Данные о тиражах приведены только на основе сертификации. · Данные о продажах + прослушиваниях приведены только на основе сертификации. |                       |            |         |